# Kpélé
Kpélé est une commune rurale située dans le département de Malba de la province du Poni dans la région Sud-Ouest au Burkina Faso.

## Histoire
L'ancien enseignant-chercheur (vice-président de l'université de Ouagadougou II), ancien président du Haut conseil pour la réconciliation et l'unité nationale et diplomate (ambassadeur du Burkina Faso au Tchad) Benoît Kambou (1954-2019) est originaire du village de Kpélé.

## Santé et éducation
Le centre de soins le plus proche de Kpélé est le centre de santé et de promotion sociale (CSPS) de Malba tandis que le centre hospitalier régional (CHR) de la province se trouve à Gaoua.